# گرند رپیدز (مینه‌سوتا)
گرند رپیدز  (به انگلیسی: Grand Rapids) شهری در شهرستان ایتاسکا ایالت مینه‌سوتا در کشور ایالات متحده آمریکا است که جمعیت آن در سرشماری سال ۲۰۱۰ میلادی، ۱۰۸۶۹ نفر بوده‌است.